# 张国祥 (政治人物)
张国祥（1940年8月—），河北固安人，中国共产党及中华人民共和国官员，中华全国总工会副主席，第八、第九届全国人大常委会委员，第十届全国政协常委。

## 生平
张国祥是大学文化。1964年9月参加工作，1966年3月加入中国共产党。历任北京工商管理专科学校教师，北京第三通用机械厂干部，《北京工人报》编辑，北京第三通用机械厂宣传科副科长，北京市总工会办公室干部、副主任、主任，政研室主任，北京市总工会常委、副秘书长，北京市总工会副主席兼秘书长、党组成员，北京市崇文区区委副书记、区长。
1989年12月，任全国总工会主席团委员、书记处书记兼政策研究室主任。1993年10月，任全国总工会副主席、书记处书记、党组成员。1998年3月，第九届全国人大第一次会议上，他当选为全国人民代表大会常务委员会委员。1999年3月到2003年3月，任全国政协副秘书长、机关党组成员。2003年和2004年担任全国政协大会新闻发言人。他是第八届全国人大常委会委员、全国人大环境与资源保护委员会委员，第九届全国人大常委会委员、全国人大法律委员会委员，第十届全国政协常委、全国政协外事委员会副主任。